# Fergusonina eucalypti
Fergusonina eucalypti är en tvåvingeart som beskrevs av Malloch 1932. Fergusonina eucalypti ingår i släktet Fergusonina och familjen Fergusoninidae. Inga underarter finns listade i Catalogue of Life.